# Sportvrouw van het jaar (België)
De titel Sportvrouw van het jaar wordt aan het einde van ieder jaar toegekend aan de beste Belgische sportster van dat jaar, na een referendum georganiseerd door de Belgische Beroepsbond van Sportjournalisten.
Sinds 2004 wordt de Sportvrouw van het jaar verkozen in het Sportgala, georganiseerd door Octagon cis.
De jongste winnares is Carine Verbauwen, die als dertienjarige de prijs een eerste maal won.

## Overzicht van de winnaars
| Jaar | Winnares          | Discipline   |
| ---- | ----------------- | ------------ |
| 1975 | Carine Verbauwen  | zwemmen      |
| 1976 | Anne-Marie Pira   | atletiek     |
| 1977 | Anne-Marie Pira   | atletiek     |
| 1978 | Carine Verbauwen  | zwemmen      |
| 1979 | Carine Verbauwen  | zwemmen      |
| 1980 | Ingrid Berghmans  | judo         |
| 1981 | Annie Lambrechts  | rolschaatsen |
| 1982 | Ingrid Berghmans  | judo         |
| 1983 | Ingrid Berghmans  | judo         |
| 1984 | Ingrid Berghmans  | judo         |
| 1985 | Ingrid Berghmans  | judo         |
| 1986 | Ingrid Berghmans  | judo         |
| 1987 | Ingrid Lempereur  | zwemmen      |
| 1988 | Ingrid Berghmans  | judo         |
| 1989 | Ingrid Berghmans  | judo         |
| 1990 | Sabine Appelmans  | tennis       |
| 1991 | Sabine Appelmans  | tennis       |
| 1992 | Annelies Bredael  | roeien       |
| 1993 | Gella Vandecaveye | judo         |
| 1994 | Brigitte Becue    | zwemmen      |
| 1995 | Brigitte Becue    | zwemmen      |
| 1996 | Ulla Werbrouck    | judo         |
| 1997 | Gella Vandecaveye | judo         |
| 1998 | Dominique Monami  | tennis       |
| 1999 | Kim Clijsters     | tennis       |
| 2000 | Kim Clijsters     | tennis       |
| 2001 | Kim Clijsters     | tennis       |
| 2002 | Kim Clijsters     | tennis       |
| 2003 | Justine Henin     | tennis       |
| 2004 | Justine Henin     | tennis       |
| 2005 | Kim Clijsters     | tennis       |
| 2006 | Justine Henin     | tennis       |
| 2007 | Justine Henin     | tennis       |
| 2008 | Tia Hellebaut     | atletiek     |
| 2009 | Kim Clijsters     | tennis       |
| 2010 | Kim Clijsters     | tennis       |
| 2011 | Kim Clijsters     | tennis       |
| 2012 | Evi Van Acker     | zeilen       |
| 2013 | Kirsten Flipkens  | tennis       |
| 2014 | Nafissatou Thiam  | atletiek     |
| 2015 | Delfine Persoon   | boksen       |
| 2016 | Nafissatou Thiam  | atletiek     |
| 2017 | Nafissatou Thiam  | atletiek     |
| 2018 | Nina Derwael      | turnen       |
| 2019 | Nina Derwael      | turnen       |
| 2020 | Emma Meesseman    | basketbal    |
| 2021 | Nina Derwael      | turnen       |
| 2022 | Nafissatou Thiam  | atletiek     |
| 2023 | Lotte Kopecky     | wielrennen   |
| 2024 | Nafissatou Thiam  | atletiek     |

## Statistieken
|   | sporter           | aantal |
| - | ----------------- | ------ |
| 1 | Ingrid Berghmans  | 8      |
| 1 | Kim Clijsters     | 8      |
| 3 | Nafissatou Thiam  | 5      |
| 4 | Justine Henin     | 4      |
| 5 | Carine Verbauwen  | 3      |
| 5 | Nina Derwael      | 3      |
| 7 | Anne-Marie Pira   | 2      |
| 7 | Sabine Appelmans  | 2      |
| 7 | Gella Vandecaveye | 2      |
| 7 | Brigitte Becue    | 2      |

|   | sport        | aantal |
| - | ------------ | ------ |
| 1 | tennis       | 16     |
| 2 | judo         | 11     |
| 3 | atletiek     | 8      |
| 4 | zwemmen      | 6      |
| 5 | turnen       | 3      |
| 6 | rolschaatsen | 1      |
| 6 | roeien       | 1      |
| 6 | zeilen       | 1      |
| 6 | boksen       | 1      |
| 6 | basketbal    | 1      |
| 6 | wielrennen   | 1      |